# Ian Ling-Stuckey
Ian Ling-Stuckey, född 27 december 1959 var guvernör i provinsen New Ireland i Papua Nya Guinea 2002-2007.